# Maria Faustina Maratta
Maria Faustina Maratta (Roma, 1679 – Roma, 1745) foi uma poetisa italiana do período barroco.